# Yo-kai Watch: Forever Friends
Yo-kai Watch: Forever Friends (映画 妖怪ウォッチ FOREVER FRIENDS, Eiga Yōkai Wotchi Fooebaa Furenzu) est un film d'animation japonais réalisé par Shigeru Takahashi et sorti le 14 décembre 2018 au Japon. C'est le cinquième film tiré de la franchise Yo-kai Watch, après Yo-kai Watch Shadowside: Oni-ō no Fukkatsu sorti en 2017 et le second à se situer dans les années 1960 avant l'histoire de la série animée originale. Il met en scène un nouveau personnage principal appelé Jules (Shin) et son ami yo-kai nommé Abyssinyan (Nekomata).

## Synopsis
À Sakura Motomachi dans les années 1960, un petit garçon pauvre nommé Jules vit une vie heureuse, jusqu'à la mort de sa mère, dernier membre de sa famille. Désespéré, il fait la rencontre de deux nouveaux amis sur qui il pourra compter : Daniel (Itsuki), un garçon de son âge qui a perdu sa sœur, et Tae, et qui peuvent voir les yo-kais.
Le film raconte également comment le seigneur Enma est devenu le maître du Yomakai.

## Distribution des voix
| Personnage       | Doubleur              |
| ---------------- | --------------------- |
| Shin Shimomachi  | Atsumi Tanezaki       |
| Nekomata         | Etsuko Kozakura (en)  |
| Itsuki Takashiro | Ryōhei Kimura (en)    |
| Tae Arihoshi     | Nao Tōyama            |
| Shien            | Shun Oguri            |
| Tamamo           | Chiemi Blouson (en)   |
| Seigneur Enma    | Ryōhei Kimura (en)    |
| Zazel            | Takehito Koyasu       |
| Gnomey           | Shintarō Asanuma (en) |